# Svoge
Svoge (en búlgaro: Своге) es una ciudad de Bulgaria en la provincia de Sofía.

## Geografía
Se encuentra a una altitud de 461 m s. n. m. a 41 km de la capital nacional, Sofía.

## Demografía
Según estimación 2012 contaba con una población de 7 681 habitantes.
|         | 2004  | 2005  | 2006  | 2007  | 2008  | 2009  | 2010  | 2011  |
| Mujeres | 4 263 | 4 229 | 4 220 | 4 217 | 4 202 | 4 162 | 4 113 | 4 120 |
| Varones | 4 085 | 4 030 | 4 010 | 3 994 | 3 988 | 3 964 | 3 920 | 4 072 |
| Total   | 8 348 | 8 259 | 8 230 | 8 211 | 8 190 | 8 126 | 8 033 | 8192  |